# Rafael Pihlaja
Rafael Pihlaja (28 de julio de 1893 – 8 de noviembre de 1951) fue un actor teatral y cinematográfico finlandés.

## Biografía
Su nombre completo era John Rafael Pihlaja, y nació en Turku, Finlandia, siendo su padre un sastre. Se graduó en el Liceo Clásico de Turku en 1913, y estudió teología en la Universidad de Helsinki, aunque abandonó su formación para dedicarse al teatro.
Entre los diferentes teatros en los que actuó figura el Teatro Nacional de Finlandia. En su ciudad natal fue ayudante de dirección entre 1918 y 1923, director en el Teatro de los Trabajadores de Oulu en 1924–1926, y en el Teatro de Kotka en 1926–1928. Igualmente fue subdirector del Folkteatern en 1929–1931, y director en el Teatro Nacional en 1931–1951.
Además, trabajó en una veintena de películas rodadas desde los años 1930 hasta su muerte. Pihlaja fue también pintor, realizando obras mediante las técnicas de acuarela y óleo.
Rafael Pihlaja falleció en Helsinki en 1951, a los 58 años de edad. Había estado casado con la actriz Katri Pihlaja. La pareja tuvo un hijo, el actor Matti Pihlaja, y una hija, Marja (1921-1994). Posteriormente se casó con la cantante de ópera Elli Pihlaja, con la que tuvo a la actriz Reija Haavisto. Su tercera esposa fue la artista Irene Lahdelma.